# Singkreis Seltenheim Klagenfurt
Der Singkreis Seltenheim Klagenfurt ist ein österreichischer, gemischter Chor, der rund 40 Sängerinnen und Sänger aus vielen Teilen Kärntens vereint.

## Geschichte
Im Nordwesten von Klagenfurt am Wörthersee liegt das Schloss Seltenheim. Dort entstand 1967 der „Volksliedchor Seltenheim“.  Seit 1973 trägt der Chor den Namen „Singkreis Seltenheim Klagenfurt“.

### Chorleitung
- 1971 bis 2003 Karlheinz Wultsch
- 2004 bis 2019 Karl Altmann
- 2020 bis 2023 Nataliya Schretter
- Seit 2023 Franz Josef Isak

## Musikalische Ausrichtung
Das Repertoire des Singkreis Seltenheim Klagenfurt umfasst Madrigale aus der Renaissance, Motetten des Barock und der Romantik, internationale Volkslieder, a-cappella-Literatur aus der Unterhaltungsmusik, Spirituals, große Chor-Orchester-Werke und das tradierte Liedgut seiner Heimat, das Kärntnerlied.

## Aktuelle Tonträger
- Seltenheimer Advent – CD 2006
- „Übar´s Wåssa“ – CD 2006
- „glått & vakehrt“ – Doppel-CD 2009
- Seltenheimer Weihnacht – CD 2010
- Seltenheimer Lieder – Notenheft 2011
- Seltenheimer Lieder – CD 2012

## Seltenheimer Adventsingen
Seit mehr als vier Jahrzehnten zählt das Seltenheimer Adventsingen zu den wichtigsten Adventskonzerten in Kärnten. Das Klagenfurter Konzerthaus bietet traditionell das Ambiente für diese Mischung aus Kärntner und alpenländischen Liedern aus dem Weihnachtskreis, aus Harfen-, Geigen- und Bläserklängen, aus szenischen Darstellungen, aus Rezitationen und stilvollen Lichteffekten.